# Dahlstedtia pinnata
Genre
Espèce
Synonymes
- Camptosema pentaphyllum Taub.[2]
- Dahlstedtia pentaphylla (Taub.) Burkart[2] [3]

Dahlstedtia pinnata est une espèce de plantes à fleurs dicotylédones de la famille des Fabaceae, sous-famille des Faboideae, originaire d'Amérique centrale et d'Amérique du Sud. C'est l'unique espèce acceptée du genre Dahlstedtia (genre monotypique). Toutefois, certains auteurs reconnaissent deux espèces dans ce genre :  Dahlstedtia pinnata (Benth.) Malme (espèce type) et Dahlstedtia pentaphylla (Taub.) Burkart.